# Bataille de Cynoscéphales (364 av. J.-C.)
 (mai 2016).
Si vous disposez d'ouvrages ou d'articles de référence ou si vous connaissez des sites web de qualité traitant du thème abordé ici, merci de compléter l'article en donnant les références utiles à sa vérifiabilité et en les liant à la section « Notes et références ».
Pour les articles homonymes, voir Bataille de Cynoscéphales.
La bataille de Cynoscéphales (du lieu-dit Κυνοσϰέϕαλος : « tête de chien » en grec) eut lieu en Thessalie en 364 av. J.-C.. Elle s'inscrit dans la lutte de Thèbes contre les tyrans de Phères. Elle se solde par la victoire des forces menées par Pélopidas sur Alexandre de Phères. Pélopidas meurt dans la bataille mais sa mort est vengée l'année suivante par Épaminondas.

## Source
- Plutarque (trad. Alexis Pierron), Vies des hommes illustres, t. 2, Paris, Charpentier, 1853 (lire sur Wikisource), « Pélopidas », p. 135-138